# Stone Park
Stone Park é uma aldeia localizada no estado americano de Illinois, no Condado de Cook.

## Geografia
De acordo com o United States Census Bureau, a aldeia tem uma área de 0,9 km², onde todos os 0,9 km² estão cobertos por terra.

### Localidades na vizinhança
O diagrama seguinte representa as localidades num raio de 4 km ao redor de Stone Park.

## Demografia
Segundo o censo nacional de 2010, a sua população é de 4 946 habitantes e sua densidade populacional é de 5 616,7 hab/km². É a localidade mais densamente povoada de Illinois. Possui 1 285 residências, que resulta em uma densidade de 1 459,24 residências/km².